# Liste der Kreisstraßen im Landkreis Ludwigslust-Parchim
Die Liste der Kreisstraßen im Landkreis Ludwigslust-Parchim ist eine Auflistung der Kreisstraßen im Landkreis Ludwigslust-Parchim, Mecklenburg-Vorpommern.

## Abkürzungen
- GÜ: Kreisstraße im Altkreis Güstrow des Landkreises Rostock
- K: Kreisstraße
- L: Landesstraße

## Liste
Nicht vorhandene bzw. nicht nachgewiesene Kreisstraßen werden in Kursivdruck gekennzeichnet, ebenso Straßen und Straßenabschnitte, die unabhängig vom Grund (Herabstufung zu einer Gemeindestraße oder Höherstufung) keine Kreisstraßen mehr sind.
Die ehemaligen Bezeichnungen der Kreisstraßen im aufgelösten Landkreis Parchim werden in einer separaten Spalte angegeben.
Der Straßenverlauf wird in der Regel von Nord nach Süd und von West nach Ost angegeben.
| Nr. LUP | ehemalige Nr. | Verlauf |
| ------- | ------------- | --- |
| LUP 1   |               | in Gresse – LUP 4 – Schwanheide – Nostorf – LUP 2 – Bickhusen – in Horst |
| LUP 2   |               | LUP 1 in Nostorf – Rensdorf – Gehrum – Streitheide – in Boizenburg/Elbe |
| LUP 3   |               | in Schwartow – in Boizenburg/Elbe |
| LUP 4   |               | (K 79 im Kreis Herzogtum Lauenburg, Schleswig-Holstein) – Landesgrenze – Leisterförde (– Abzweig zur in Lüttenmark) – Streitheide – LUP 1 in Schwanheide                            |
| LUP 5   |               | in Greven – Granzin – LUP 6 in Kogel |
| LUP 6   |               | L 04 – LUP 5 – Kogel – L 051 in Camin |
| LUP 7   |               | L 04 in Testorf – Schadeland – Lüttow – L 04 in Zarrentin am Schaalsee |
| LUP 8   |               | L 041 in Boissow – Bantin – L 04 |
| LUP 9   |               | L 041 in Drönnewitz – Döbbersen – L 05 |
| LUP 10  |               | (NWM 10 im Landkreis Nordwestmecklenburg) – Kreisgrenze – Lassahn – L 041 in Boissow                                                                                                |
| LUP 11  |               | L 04 in Waschow – Dodow – L 05 in Lehsen |
| LUP 12  |               | L 05 in Wittenburg – Perdöhl – Körchow – LUP 13 – Setzin – LUP 25 – |
| LUP 13  |               | LUP 14 – Rodenwalde – Goldenbow – Alberinenhof – L 05 – Zühr – LUP 12 in Körchow |
| LUP 14  |               | L 051 in Schildfeld – LUP 13 – Marsow – Banzin – – Dammereez – Brahlstorf – LUP 17 – L 05                                                                                           |
| LUP 15  |               | L 051 – Tessin bei Boizenburg – – Kühlenfeld – Besitz – LUP 16 – Landesgrenze – (K 55 im Landkreis Lüneburg, Niedersachsen)                                                         |
| LUP 16  |               | in Gülze – Blücher – LUP 15 in Besitz |
| LUP 17  |               | LUP 14 in Brahlstorf – L 05 – Düssin – LUP 18 in Melkof |
| LUP 18  |               | – Jesow – Melkof – LUP 17 – Langenheide – LUP 19 in Garlitz |
| LUP 19  |               | (K 56 im Landkreis Lüneburg, Niedersachsen) – Landesgrenze – Garlitz – LUP 18 – Brömsenberg – L 06 – LUP 20                                                                         |
| LUP 20  |               | L 06 in Lübtheen – LUP 19 – LUP 29 – Lübbendorf – Belsch – LUP 31 – Redefin – – LUP 21 – L 04 in Bresegard bei Picher                                                               |
| LUP 21  |               | LUP 20 in Bresegard bei Picher – in Groß Krams |
| LUP 22  |               | – Kirch Jesar – Moraas – Strohkirchen – LUP 23 – Picher (– Abzweig zur L 04 in Picher) – LUP 34 – Jasnitz – L 092 in Kraak                                                          |
| LUP 23  |               | L 04 in Kuhstorf – LUP 22 |
| LUP 24  |               | L 041 in Tessin – Karft – L 04 |
| LUP 25  |               | LUP 12 in Setzin – Toddin – Pätow – LUP 29 in Steegen |
| LUP 26  |               | L 042 in Parum – Hülseburg – LUP 27 – Presek – L 04 in Bobzin |
| LUP 27  |               | L 042 – Luckwitz – LUP 26 – Gammelin – LUP 62 – Rote Mühle – LUP 30 – /L 092 |
| LUP 28  |               | (NWM 28 im Landkreis Nordwestmecklenburg) – Kreisgrenze – Dümmer – L 042 |
| LUP 29  |               | in Hagenow – Steegen – LUP 25 – Warlitz – – Gößlow – LUP 20 |
| LUP 30  |               | LUP 27 in Rote Mühle – Radelübbe – – Bandenitz – Kiessee Neu Zachun – Neu Zachun – Hoort – L 092 – Sülstorf – Sülte – – Banzkow – LUP 112 – LUP 109 –Sukow – Göhren – L 09 in Tramm |
| LUP 31  |               | LUP 20 in Belsch – L 04 in Loosen |
| LUP 32  |               | L 06 in Vielank – Landesgrenze – (K 60 im Landkreis Lüneburg, Niedersachsen) |
| LUP 33  |               | – Alt Krenzlin – L 04 – Krenzliner Hütte – LUP 40 – Glaisin – L 07 – Hornkaten – LUP 39 –                                                                                           |
| LUP 34  |               | LUP 22 in Picher – Warlow – L 07 – |
| LUP 35  |               | in Dreenkrögen – Lüblow – Neu Lüblow – L 07 in Weselsdorf |
| LUP 36  |               | L 092 – Tuckhude – L 071 |
| LUP 37  |               | LUP 36 in Tuckhude – Kronskamp – Neuhof in Neustadt-Glewe |
| LUP 38  |               | /L 07 – Groß Laasch – LUP 39 – Klein Laasch – Neustadt-Glewe – |
| LUP 39  |               | LUP 38 in Groß Laasch – Grabow – Karstädt (– Abzweig zur LUP 33) – in Ludwigslust                                                                                                   |
| LUP 40  |               | L 07 in Göhlen – LUP 33 – Leussow – L 04 – Menkendorf – Grebs – LUP 41 – Conow – in Malliß                                                                                          |
| LUP 41  |               | L 04 in Laupin – Niendorf an der Rögnitz – LUP 42 – LUP 43 – Grebs – LUP 40 – L 07 in Bresegard bei Eldena                                                                          |
| LUP 42  |               | LUP 41 in Niendorf an der Rögnitz – Schlesin – LUP 44 in Heidhof |
| LUP 43  |               | LUP 41 – Probst Woos – Bockup – |
| LUP 44  |               | L 04 in Heidhof – LUP 42 – Heidhof –Raddenfort – – Neu Kaliß – LUP 47 – LUP 45 in Alt Kaliß                                                                                         |
| LUP 45  |               | in Malk Göhren – LUP 48 – Neu Göhren – Alt Kaliß – LUP 44 – Groß Schmölen – LUP 46                                                                                                  |
| LUP 46  |               | in Klein Schmölen – LUP 45 – Polz – Landesgrenze – (L 137 in Brandenburg) |
| LUP 47  |               | L 04 in Dömitz – LUP 44 in Alt Kaliß |
| LUP 48  |               | LUP 45 in Neu Göhren – L 07 in Strassen |
| LUP 49  |               | LUP 50 – Dadow – Wanzlitz – /L 08 in Grabow |
| LUP 50  |               | L 07 in Eldena – LUP 49 – Boek – Gorlosen (– Abzweig zur L 07) – Semmerin – L 08 |
| LUP 51  |               | L 07 in Krinitz – L 08 in Bochin |
| LUP 52  |               | L 08 in Steesow – Landesgrenze – (K 7049 im Landkreis Prignitz, Brandenburg) |
| LUP 53  |               | L 07 – Kolbow – L 08 – LUP 54 – Neese – in Kremmin |
| LUP 54  |               | L 08 in Prislich – LUP 54 (– Abzweig zur L 08 in Zierzow) – Werle – L 081 |
| LUP 55  |               | L 08 in Möllenbeck – L 081 in Balow |
| LUP 56  |               | L 081 in Dambeck – LUP 57 – L 082 in Balow |
| LUP 57  |               | LUP 56 – Klüß – Landesgrenze – (K 7046 im Landkreis Prignitz, Brandenburg) |
| LUP 58  |               | L 081 in Blievenstorf – Stolpe – LUP 123 – Kiekindemark – Neuklockow – L 083 in Parchim                                                                                             |
| LUP 59  |               | L 09 in Matzlow – Spornitz – LUP 65 – Dütschow – |
| LUP 60  |               | LUP 123 in Karrenzin – Neuherzfeld – Herzfeld – L 08 in Carlshof |
| LUP 61  |               | (NWM 61 im Landkreis Nordwestmecklenburg) – Kreisgrenze – Zülow – L 042 – Walsmühlen – Kothendorf – LUP 62 in Warsow                                                                |
| LUP 62  |               | L 042 in Stralendorf – Pampow – Holthusen – Lehmkuhlen – – Warsow – LUP 61 – Mühlenbeck – LUP 27 – Gammelin – Bakendorf – Viez –                                                    |
| LUP 63  |               | (Schwerin) – Kreisgrenze – L 042 – LUP 62 |
| LUP 64  |               | in Lübesse – Uelitz – L 092 in Rastow |
| LUP 65  |               | L 092 – Naturschutzgebiet Fischteiche in der Lewitz – L 081 |
| LUP 66  |               | (NWM 66 im Landkreis Nordwestmecklenburg) – Kreisgrenze – Wittenförden – L 042 |
| LUP 68  |               | L 092 – Goldenstädt – LUP 112 – L 092 beim Jagdschloss Friedrichsmoor |
| LUP 101 | PCH 1         | Flessenow-Ost – LUP 102 – Retgendorf – |
| LUP 102 | PCH 2         | LUP 101 – Neu Schlagsdorf – L 101 |
| LUP 103 | PCH 3         | – Zittow – LUP 104 – L 101 in Leezen |
| LUP 104 | PCH 4         | LUP 103 in Leezen – Langen Brütz – Kritzow – LUP 105 – L 09 in Weberin |
| LUP 105 | PCH 5         | LUP 104 in Kritzow – Vorbeck – Gneven – Godern – L 101 |
| LUP 106 | PCH 6         | / in Weitendorf – Kaarz – Jülchendorf – Venzkow – Kölpin – L 09 |
| LUP 107 | PCH 7         | – Kobrow 2 – Kobrow – Stieten – L 091 in Warnckow |
| LUP 108 | PCH 8         | (GÜ 8 im Landkreis Rostock) – Kreisgrenze – – Mustin – in Borkow |
| LUP 109 | PCH 9         | – Zietlitz – LUP 30 in Sukow |
| LUP 110 | PCH 10        | L 091 – Barnin – L 09 in Crivitz |
| LUP 111 | PCH 11        | L 091 in Buerbeck – Prestin – Bülow – L 15 |
| LUP 112 | PCH 12        | (SN 12 in Schwerin) – Kreisgrenze – Consrade – Plate – LUP 113 – Banzkow – LUP 30 – Mirow – Goldenstädt – LUP 68 –                                                                  |
| LUP 113 | PCH 13        | LUP 112 in Plate – LUP 30 |
| LUP 114 | PCH 14        | Basthorst – Kladow – Gädebehn – L 09 in Crivitz |
| LUP 115 | PCH 15        | L 15 – Groß Niendorf – L 16 – Ruest – Kadow – L 15 |
| LUP 116 | PCH 16        | L 15 in Zölkow – Hog Grabow – LUP 117 in Kossebade |
| LUP 117 | PCH 17        | in Neu Ruthenbeck – Goldenbow – Frauenmark – LUP 116 – Kossebade – Grebbin – LUP 118 – L 16 – Granzin – Greven – in Lübz                                                            |
| LUP 118 | PCH 18        | LUP 119 in Grebbin – Dargelütz – in Parchim |
| LUP 119 | PCH 19        | LUP 117 in Grebbin – LUP 118 – /L 092 |
| LUP 120 | PCH 20        | L 092 in Domsühl – Zieslübbe – in Parchim |
| LUP 121 | PCH 21        | in Parchim – Paasch – Klein Niendorf – – Rom – Lancken – Stralendorf – L 16 |
| LUP 122 | PCH 22        | L 09 in Siggelkow – LUP 123 – in Suckow |
| LUP 123 | PCH 35 und 23 | LUP 58 in Stolpe – LUP 60 – Karrenzin – L 083 – Poltnitz – – LUP 122 |
| LUP 124 | PCH 24        | in Dobbertin – Below – Techentin – L 15 – Mühlenhof – Werder (– Abzweig zur L 17) – in Lübz                                                                                         |
| LUP 125 | PCH 25        | in Lübz – Gischow – Burow – L 09 |
| LUP 126 | PCH 26        | L 17 in Lübz – Benzin – LUP 127 – Kritzow – Schlemmin |
| LUP 127 | PCH 27        | LUP 128 in Kuppentin – – Brook – LUP 126 in Kritzow |
| LUP 128 | PCH 28        | L 17 in Diestelow – Zahren – Gallin – LUP 136 – LUP 127 – Daschow – LUP 129 – Plauerhagen –                                                                                         |
| LUP 129 | PCH 29        | in Karow – Zarchlin – Plauerhagen – LUP 128 – in Barkow |
| LUP 131 | PCH 31        | L 17 in Karbow-Vietlübbe – Wangelin – Gnevsdorf – |
| LUP 132 | PCH 32        | L 17 – Kreien – Wilsen – Darß – L 17 in Klein Dammerow |
| LUP 133 | PCH 31        | – Wendisch Priborn |
| LUP 134 |               | Wooster Teerofen – Sandhof – |
| LUP 135 |               | in Heilberg – Alt Schwinz – Kreisgrenze – (GÜ 35 im Landkreis Rostock) |
| LUP 136 |               | – Neu Poserin – LUP 128 in Gallin |
| LUP 166 | PCH 66        | L 09 in Garwitz – Alt Damerow – Reißaus – L 092 |
| LUP 167 |               | in Suckow – Drenkow – Landesgrenze – (Brandenburg) |